# Аграрна партія Росії
Аграрна партія Росії (рос. Аграрная партия России) — колишня російська ліва аграрна політична партія. Оргкомітет створений в 1992, партія заснована в лютому 1993 року. У листопаді 2008 року влилася в Єдину Росію.

## Історія
Аграрна партія Росії (АПР) була створена в 1992 — початку 1993 року з ініціативи Аграрного союзу Росії (АСР, голова Василь Стародубцев), парламентської фракції «Аграрний союз» на З'їзді народних депутатів Росії (Михайло Лапшин) і Профспілки працівників агропромислового комплексу Росії (голова ЦК — Олександр Давидов). Установчий з'їзд відбувся 26 лютого 1993 в радгоспі «Московський».
На виборах 12 грудня 1993 АПР отримала 4.292.518 голосів на загальнофедеральному округу (7,99%, 4-е місце) і, відповідно, 21 мандат у Державній Думі за пропорційною системою. 16 висуванців АПР і кілька співчуваючих були обрані в Державну Думу за територіальними мажоритарних округах. Два члена партії — Володимир Сидоренко (Псковська область) і Василь Стародубцев (Тульська область) стали депутатами Ради Федерації. 13 січня 1994 була зареєстрована фракція АПР в Державній Думі у складі 55 депутатів (21 обраний за загальнофедеральному списку, 34 — по одномандатних округах).
Головою Державної Думи в січні 1994 року став член Аграрної партії Іван Рибкін, який набрав на рейтинговому голосуванні в першому найбільше число голосів з 6 кандидатів і переміг у другому турі.
На виборах до Державної Думи 17 грудня 1995 АПР не подолала 5-процентний бар'єр, отримавши 2.613.127 голосів (3,78%, 10-е місце з 43-х учасників). По мажоритарних округах в Державну Думу другого скликання пройшло 20 висуванців АПР. У січні 1996 за допомогою КПРФ, яка надала частину своїх одномандатників, Миколай Харитонов сформував у Думі Аграрну депутатську групу (АДГ, 37 депутатів).
На позачерговому VIII з'їзді АПР 27 серпня — 24 вересня 1999 було ухвалено рішення увійти до блоку Євгена Примакова «Вітчизна — Вся Росія» (ОВР). Незгодна з цим група М. Харитонова покинула засідання з'їзду 27 серпня і заявила про намір йти в Думу за списком КПРФ або блоку «За перемогу!».
На VI з'їзді КПРФ 4 вересня 1999 було ухвалено рішення йти на вибори під своєю власною назвою, кілька членів АПР, у тому числі М. Харитонов і голова ЦК профспілок агропромислового комплексу А. Давидов отримали місця в списку КПРФ.
19 грудня 1999 депутатами Державної Думи було обрано 16 членів АПР: 9 від ОВР (М. Лапшин, Г. Кулик, В. Семенов, Бато Семенов, Н. Чуприна, Віталій Гуков, Володимир Литвинов, Анатолій Голубков, Микола Сухий), 5 від КПРФ (Н. Харитонов, А. Давидов, Олександр Ткачов, Павло Бурдуков, Борис Данченко), ще двоє були обрані як незалежні (Володимир Плотніков, керівник Володимирській обласної організації АПР Геннадій Чуркін).
На виборах в Держдуму 4-го скликання 7 грудня 2003 АПР отримала 2.205.704 голоси (3,65%, 7-е місце з 23-х учасників). По одномандатних округах пройшли 2 висуванця АПР: Володимир Плотніков (Михайлівський округ № 72, Волгоградська область) і, при офіційній підтримці «Єдиної Росії», Сергій Пекпеев (Горно-Алтайський № 2). Н. Харитонов був обраний від КПРФ по Борабінскому округу № 124 (Новосибірська область), А. Давидов — за списком. У Думі М. Харитонов і А. Давидов зареєструвалися у фракції КПРФ, С. Пекпеев і В. Плотніков — у фракції «Єдина Росія».
На з'їзді КПРФ в кінці 2003 року М. Харитонов був висунутий кандидатом на пост президента РФ від КПРФ і "лівих сил". На виборах 14 березня 2004 отримав близько 14% голосів (2-е місце). АПР підтримувала кандидатуру В. Путіна.
На виборах до Державної думи V-го скликання партія отримала 1.600.234 голосів (2,30%) — найкращий результат з усіх партій, які не пройшли в Держдуму.
10 жовтня 2008 з'їзд АПР ухвалив рішення про приєднання до партії «Єдина Росія». 20 листопада 2008 делегати X з'їзду партії «Єдина Росія» одноголосно проголосували за об'єднання з АПР.

## Ідеологія
АПР завжди виступала проти вільної купівлі-продажу землі сільськогосподарського призначення («продавати землю можна тільки через 25 років після її придбання»; «кількість землі на правах власності має бути обмежена»), за «державну підтримку села», за списання з сільського господарства боргів державі, за скорочення «імпорту тих видів продовольства, які з успіхом можна проводити в нашій країні».
АПР фактично була партією пострадянської сільськогосподарської номенклатури. Спочатку ортодоксальна комуністична ідеологія АПР поступово розмилася, і вже з середини 90-х років АПР тяжіла до того, щоб стати чисто лобістським угрупованням аграрного директорату. Тим не менш, в АПР були представлені різні тенденції — М. Харитонов і (частково) колишній голова АПР М. Лапшин з моменту створення партії представляли в ній більш ортодоксальне, ліве, прокомуністичне крило.